# Гартленд (округ Пірс, Вісконсин)
Гартленд (англ. Hartland) — місто (англ. town) в США, в окрузі Пієрс штату Вісконсин. Населення — 830 осіб (2020).

## Демографія
Згідно з переписом 2010 року, у місті мешкало 827 осіб у 333 домогосподарствах у складі 244 родин. Було 362 помешкання
Расовий склад населення:
| - 98,8 % — білих - 0,5 % — корінних американців - 0,4 % — чорних або афроамериканців - 0,1 % — азіатів |

До двох чи більше рас належало 0,1 %. Частка іспаномовних становила 0,5 % від усіх жителів.
За віковим діапазоном населення розподілялося таким чином: 22,1 % — особи молодші 18 років, 65,1 % — особи у віці 18—64 років, 12,8 % — особи у віці 65 років та старші. Медіана віку мешканця становила 42,5 року. На 100 осіб жіночої статі у місті припадало 102,2 чоловіків;  на 100 жінок у віці від 18 років та старших — 101,2 чоловіків також старших 18 років.
Середній дохід на одне домашнє господарство  становив 86 205 доларів США (медіана — 70 000), а середній дохід на одну сім'ю — 101 771 долар (медіана — 77 868). Медіана доходів становила 47 083 долари для чоловіків та 40 833 долари для жінок. За межею бідності перебувало 3,8 % осіб, у тому числі 2,9 % дітей у віці до 18 років та 3,2 % осіб у віці 65 років та старших.
Цивільне працевлаштоване населення становило 524 особи. Основні галузі зайнятості: освіта, охорона здоров'я та соціальна допомога — 19,8 %, виробництво — 19,7 %, роздрібна торгівля — 12,6 %, будівництво — 12,2 %.